# من‌چایلد (ترانه)
«من‌چایلد» (انگلیسی: Manchild) ترانه‌ای از خواننده آمریکایی سابرینا کارپنتر است که به عنوان تک‌آهنگ آغازین از هفتمین آلبوم استودیویی او با نام بهترین دوست انسان (۲۰۲۵) منتشر شده است. متن این ترانه توسط کارپنتر، جک آنتونوف و ایمی آلن نوشته شده و تهیه‌کنندگی آن را خود کارپنتر به همراه آنتونوف بر عهده داشته‌اند. «من‌چایلد» در ۵ ژوئن ۲۰۲۵ توسط آیلند رکوردز منتشر شد و موزیک ویدئوی آن نیز یک روز بعد در ۶ ژوئن منتشر گردید.
این ترانه به عنوان اثری پاپ با تأثیراتی از موسیقی کانتری و سینث پاپ توصیف شده که انرژی شبیه به دیسکو دارد. از نظر محتوایی، ترانه با لحنی طنزآمیز، رفتارهای کودکانهٔ یک دوست‌پسر سابق نابالغ را در قالب ملودی‌هایی شاد و سرزنده مورد انتقاد قرار می‌دهد.

## انتشار و تبلیغات
در ۲ ژوئن ۲۰۲۵، سابرینا کارپنتر با انتشار پستی رمزآلود در اینستاگرام، مخاطبانش را از انتشار قریب‌الوقوع موسیقی جدید باخبر کرد. در این پست، ویدئویی کوتاه منتشر شد که در آن، کارپنتر با شلوارک جین مدل دیزی دوکس در کنار جاده‌ای ایستاده و در حال انتظار برای کامیونی است که او را به خانه بازگرداند. در پایان این ویدئو که بدون موسیقی است، صدای او شنیده می‌شود که می‌گوید: «اوه پسر». در همان روز، بیلبوردهایی در نقاط مختلف ایالات متحده نصب شد که به پروژه‌ای جدید از او اشاره داشتند. این بیلبوردها شامل جملاتی از این ترانه بودند.
کارپنتر در ۳ ژوئن به صورت رسمی نام ترانه را در شبکه‌های اجتماعی اعلام کرد و در کپشن آن نوشت: «این یکی دربارهٔ توئه». او همچنین تصویری از جلد ترانه را منتشر کرد؛ عکسی برگرفته از همان ویدئوی تبلیغاتی، که کارپنتر را در حال هیچ‌هایکینگ در کنار جاده، با پیراهن سفید دکمه‌دار نشان می‌دهد. عنوان ترانه با فونتی زردرنگ در سمت راست تصویر دیده می‌شود. همزمان با اعلام رسمی، ترانه به صورت صفحهٔ وینیل شفاف ۷ اینچی برای خرید در دسترس قرار گرفت. در ساید B، قطعه‌ای با عنوان «در ذهن تو، وقتی که دعوا با یه مرد رو بردی» قرار دارد. برای حمایت از انتشار این پروژه، طرفداران در ۶ ژوئن در نیویورک سیتی، یک تجربهٔ سینمایی در قالب درایو-این تئاتر برگزار کردند؛ رویدادی که در راستای فضای «سینمایی» این پروژه طراحی شده است.

## آهنگسازی
«من‌چایلد» سبک‌هایی ترکیبی از پاپ با تأثیراتی از کانتری و سینث پاپ دارد و از «انرژی دیسکویی مثبت و شاد» بهره می‌برد. چندین رسانه این قطعه را با تک‌آهنگ سال ۲۰۲۴ سابرینا کارپنتر به نام «لطفاً لطفاً لطفاً» مقایسه کرده‌اند. موضوع ترانه دربارهٔ یک دوست‌پسر سابق نابالغ و بی‌عرضه است که کارپنتر «با لحنی طنزآمیز او را سرزنش می‌کند». در طول ترانه، خواننده «با ملودی‌های شیرین و شاد، ناسزاهایی را به شکلی طعنه‌آمیز» بیان می‌کند و بیت‌های تند و گزنده‌ای را ارائه می‌دهد.

## موزیک ویدئو
موزیک ویدئوی رسمی این ترانه که به کارگردانی وانیا هیمن و گال موگیا ساخته شده است، در ۶ ژوئن ۲۰۲۵ منتشر شد.
این ویدئو کارپنتر را در حال هیچ‌هایکینگ در مناطق غرب آمریکا همراه با «گروهی متنوع از مردان» نشان می‌دهد؛ مردانی که از روش‌های عجیب و غریب حمل و نقل استفاده می‌کنند، مانند جت اسکی، کالسکه‌ای متصل به موتور سیکلت و صندلی موتوردار. در طول ویدئو، ماجراجویی‌های هیچ‌هایکِ کارپنتر با این مردان به تدریج به سمت موقعیت‌هایی سورئال، کمدی و آشفته پیش می‌رود.

## تاریخچه انتشار
| منطقه        | تاریخ       | فرمت                  | ناشر           | منابع  |
| ------------ | ----------- | --------------------- | -------------- | ------ |
| مختلف        | ۵ ژوئن ۲۰۲۵ | دانلود دیجیتال استریم | آیلند          | [ ۲۲ ] |
| ایالات متحده | ۶ ژوئن ۲۰۲۵ | تک‌آهنگ ۷ اینچی        | آیلند          | [ ۲۳ ] |
| ایتالیا      | ۶ ژوئن ۲۰۲۵ | رادیو ایرپلی          | آیلند          | [ ۲۴ ] |
| ایالات متحده | ۶ ژوئن ۲۰۲۵ | رادیو هیت معاصر       | آیلند ریپابلیک | [ ۲۵ ] |